# Reg Parlett
Reginald Edward Parlett (Londres, 2 d'agost de 1904 - 18 de novembre de 1991) va ser un artista d'Anglaterra que va tenir una carrera de dibuix per a còmics que va durar 66 anys.
Nascut a Londres, el seu pare Harry Parlett (1881–1971) també va ser un artista prolífic el treball del qual va aparèixer en moltes publicacions, sovint de manera anònima, així com en moltes postals il·lustrades, que va signar com a "Comicus". Va ser el seu segon fill artista i va entrar al camp de les tires còmiques abans que el seu germà George (1902–1981).
En sortir de l'escola Parlett es va convertir en oficinista de Thomas Cook. En adonar-se que no era apte per treballar per a una agència de viatges, el seu pare el va animar a dibuixar, i va enviar els dibuixos del seu fill a Amalgamated Press (AP); tal va ser el seu èxit que va deixar Thomas Cook i el 1923 es va convertir en membre permanent del personal d'AP. El seu treball va aparèixer al còmic Merry and Bright l'any 1926, i més tard va passar a fer tires còmiques a comic books com Funny Wonder, Radio Fun, Film Fun, Knockout, Buster, Whizzer and Chips, Cor!!, Whoopee!, Jackpot i Wow!. Es va convertir en un dels millors artistes d' Amalgamated Press a la segona meitat dels anys 30 i es va quedar a la companyia fins a la seva mort el 1991.
La seva primera creació per a Funny Wonder va ser Danny and Domino l'any 1927. El 1932, Parlett va començar a dibuixar Charlie Chaplin, també per a Funny Wonder. També va dibuixar Bighearted Arthur per a la revista Radio Fun i Vernon the Villain per a Jester.
Parlett va servir a la RAF durant la Segona Guerra Mundial dibuixant mapes, i a finals de la dècada de 1940 es va convertir en escriptor i artista dels dibuixos animats "Animaland" de GB Animation de J. Arthur Rank. Entre 1952 i 1953 va fer el seu únic còmic de ciència-ficció, The Sky Explorers, per a Comet. Va contribuir a la pel·lícula d'animació de 1954 Rebel·lió a la granja. A la dècada de 1960 Parlett va treballar en la seva primera tira de diari, quan es va fer càrrec de Just Jake al Daily Mirror. Va ser un artista habitual de Buster, dibuixant la tira del títol des del 1974 quan va succeir a Àngel Nadal.
A la mort de Frank Minnitt el 1958 es va convertir en un dels artistes que es va fer càrrec del dibuix de la tira còmica de Billy Bunter a Knockout. La seva popularitat va ser tal que el número de Buster del 2 d'agost de 1984 va celebrar el seu 80è aniversari, i un número de 1989 de Big Comic Fortnightly va celebrar el seu 85è.
Parlett es va casar el 1928, i amb la seva dona Mary (née Carter), a qui havia conegut en un ball el 1921, va tenir dos fills, Malcolm i Grahame Parlett.
Un llibre titulat The Comic Art of Reg Parlett (ISBN 0-9511214-0-5) escrit per Alan Clark es va publicar el 10 de novembre de 1986.